# Sahaptin
El sahaptin o shahaptin (derivat de l'exònim salish: Sħáptənəxw 'estranger') és una llengua penutiana dels turons pertanyent al grup shahaptià parlat en una part de l'altiplà nord-oest al llarg del riu Columbia i els seus afluents al sud de l'estat de Washington, nord d'Oregon i sud-est d'Idaho.
El programa de Recursos Culturals de la tribu yakama està promovent l'ús del nom tradicional de la llengua, ichishkíin sínwit, en lloc del terme "sahaptin" que significa 'estranger [a la terra]'

## Dialectes
El sahaptin està format per quatre llengües que formen un continu dialectal :
- Grup sahaptin septentrional
  - Continu dialectal sahaptin del nord-oest: Klickitat (Klikitat), Tainapam (Taidnapam, Upper Cowlitz), Upper Nisqually (Mishalpam), Yakama (Yakama), Pshwanpawam
  - Continu dialectal sahaptin del nord-est: Wanapam (Wanapum), Palouse (Palus), Lower Snake (Chamnapam, Wauyukma i Naxiyampam), walla walla (Waluulapan)
- Grup sahaptin meridional (continu del riu Columbia): Umatilla, Rock Creek, Tenino (John Day, Celilo (Wayampam), Tygh Valley)

Al Handbook of North American Indians es divideix el sahaptin en els següents dialectes i grups dialectals:
- Sahaptin
  - Northern Sahaptin
    - Agrupament nord-oest 
      - Klikatat
      - Taitnapam (Upper Cowlitz)
      - Upper Nisqually (Mishalpam)
      - Yakima
      - Pshwanwapam

    - Agrupament nord-est
      - Wanapum
      - Palouse
      - Lower Snake River
      - Chamnapam
      - Wauyukma
      - Naxiyampam
      - Walla Walla (Waluulapam)

  - Sahaptin del sud (dialectes Columbia River)
    - Umatilla
    - Rock Creek
    - John Day
    - Celilo (Wyampam)
    - Tenino
    - Tygh Valley

## Gramàtica
Hi ha gramàtiques publicades, un diccionari actual, i un corpus de texts. El sahaptin té una sintaxi ergativa amb sonoritat directament inversa i diverses construccions aplicatives.
El cas ergatiu inflecta la tercera persona nominal persona només quan l'objecte directe és la primera o segona persona (els exemples a continuació són del dialecte Umatilla).
1) i-q̓ínu-šana yáka paanáy
3nom-see-asp bear 3acc.sg
‘l'os el va veure’
2) i-q̓ínu-šana=aš yáka-nɨm
3nom-see-asp=1sg bear-erg
‘l'os em va veure’
El contrast directe-invers pot ser suscitat amb exemples com el següent. En l'invers el transitiu directe objecte és correferencial amb el subjecte en la clàusula precedent.
Directe:
3) wínš i-q̓ínu-šana wapaanłá-an ku i-ʔíƛ̓iyawi-ya paanáy
man 3nom-see-asp grizzly-acc and :3nom-kill-pst 3acc.sg
‘l'home va veure l'os i el va matar’
Invers:
4) wínš i-q̓ínu-šana wapaanłá-an ku pá-ʔiƛ̓iyawi-ya
man 3nom-see-asp grizzly-acc and inv-kill-pst
‘l'home va veure l'os, i l'os el va matar’